# Августінос Каподістрія
Августінос Каподістрія (грец. Αυγουστίνος Καποδίστριας; 1778, Керкіра — 1857, Санкт-Петербург) — грецький військовик, після смерті брата Іоанна Каподістрії обіймав посаду тимчасового Президента Греції.

## Біографія
Спочатку служив секретарем посольства Семи островів в Стамбулі і в 1800 році секретар Імператорський уповноважений з управління Іонічними островами. Із заснуванням товариства Філікі Етерія став його членом.
У 1831 році після вбивства маніотами у Нафпліоні брата Іоанна Каподістрії входив до складу Ради безпеки та троїстого кабінету поряд із Теодоросом Колокотронісом та Іоаннісом Колеттісом. Потім 20 грудня 1831 року обраний тимчасовим президентом, але після декількох повстань склав з себе повноваження 13 квітня. 1832 року повернувся на острів Корфу, а звідти рушив до Санкт-Петербургу, де вийшов у відставку перед російським урядом та мешкав до кінця життя.